# 審判 (小說)
審判（又称 或，第一版是) 是德语作家弗朗茨·卡夫卡於1914年和1915年期間所創作的小說，並於其死後的1925年4月26日出版。作為他最著名的作品之一，本書內容講述了一个叫做約瑟夫· K的人被一个遙不可及的、難以接觸的法律機關逮捕和起诉的故事。
1924年卡夫卡去世後，他的朋友兼文學遺囑執行人马克斯·布罗德違背了卡夫卡燒掉所有原稿的要求，搜集、整理了他的遺稿們（包括本書在內），並由Die Schmiede出版社出版。原稿現藏於德國内卡河畔馬爾巴赫現代文學博物館。第一個英文譯本由威拉·繆爾和埃德溫·繆爾翻譯後於1937年由一位倫敦出版商馬丁·賽克在紐約出版。  1999年，該書被評選為世界報20世紀百大書籍的第三名，在20世纪最佳的德文小说中排名第二。

## 發展
卡夫卡於1914年8月寫下了《審判》的開頭，並在1915年持續創作這部小說。對於卡夫卡創作生涯而言，這是一個異常多產的時期，儘管第一次世界大战的爆發大大增加了他作為保險代理人的工作壓力。 
這本小說最耐人尋味的一點便是約瑟夫・K和讀者自始至終都不知道到底他犯了什麼罪行。卡夫卡從開頭和結尾開始写作，並斷斷續續地創作出中間的篇章。在寫這本小說時，卡夫卡使用了好幾本筆記本。卡夫卡的朋友馬克斯·布羅德知道他有毀壞自己作品的習慣及意願，於是在他過世後將手稿妥善保管、整理。 本書的草稿是由161頁從筆記本上撕下来的零散頁面所组成，卡夫卡後來將它們分成個別的篇章並收集成手稿。但是布羅德並不清楚章節的順序，卡夫卡也没有告訴他哪些部分是已完成，又有哪些是未完成的。 在卡夫卡去世後的隔年，布羅德編輯了這部作品，並盡其所能將其整理成一部小說後出版，作為卡夫卡遺稿中第一本出版的作品，布羅德為了讓它看起來像已完成的作品，並未收錄那些明顯未完成的篇章，雖然他在之後的版本中逐漸又將這些篇章收錄，但各國的譯本基本仍是參照第一個版本。雖然後来有許多學者做了進一步的编辑與研究，可我們仍未知卡夫卡對於《審判》的最终設想。 

## 劇情概要

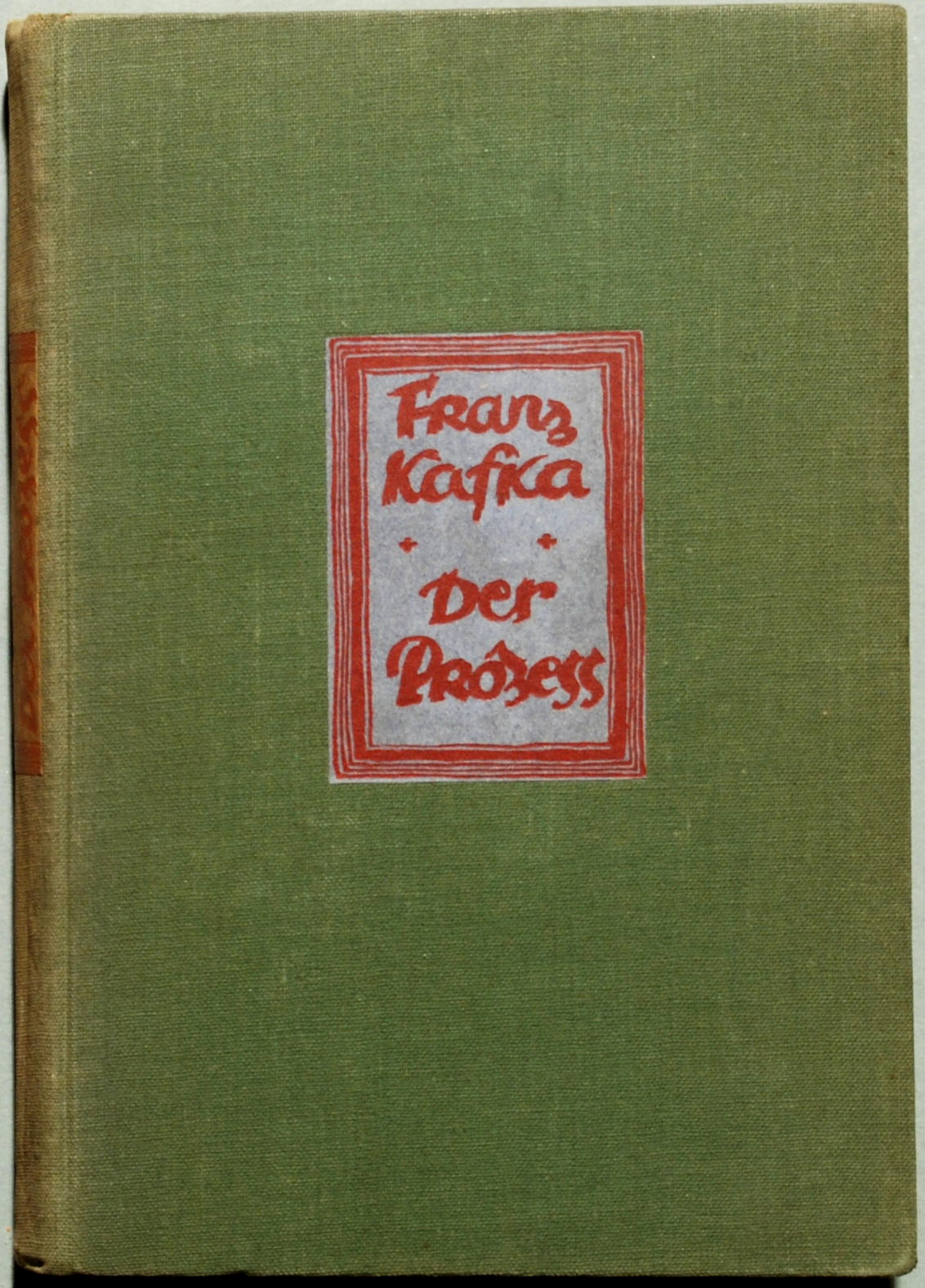
封面，1925 年的版本

銀行經理約瑟夫·K. 在他三十歲生日的那天早上，莫名地被兩個来自某個不明機構的特工逮捕了。约瑟夫並沒有被任何囚禁或拘留，而是被告知自己「自由」了——也就是说他仍然有權力继续过自己的日常生活，並等待事務委員會的下一步通知。約瑟夫最初以为這只是他的同事為他的生日而進行的一場惡作劇，然而，没有任何人對這件事情作出了解釋。約瑟夫最終只能帶着三個被請來的、他稍前没認出的下層職員前往公司。
晚上，約瑟回到了他的公寓，他的女房東古魯巴赫太太談論起了今早的逮補，並且試圖安慰約瑟夫；隨後他們討論起了他的鄰居布斯特娜小姐。房東太太認為她有做出不道德的行為，但約瑟夫卻認為這是個不實的指控，並憤怒的反駁了她。將古魯巴赫太太趕走後，约瑟夫等待並拜訪了布斯特娜小姐，希望向她傾訴憂慮與告訴她關於今早那場荒謬的「逮捕」。但布斯特娜小姐卻認為這只是玩笑，並要將他趕出自己的房間。最後約瑟夫抓住了她並強吻了她。幾天後，約瑟夫發現另一個房間的房客：蒙塔格小姐，搬来和布斯特娜小姐同住。他懷疑此舉是刻意隔開他與布斯特娜的距離。
后来，约瑟夫被通知在下周日到法庭出庭，但他并沒有被告知確切的時間與地點。經過一段時間的探索後，约瑟夫最終在一座閣樓上找到了法庭。約瑟夫在法庭上因遲到而受到嚴厲斥責，於是他對於這個審判的荒謬性和控訴的空洞展開了激烈的批判，但此舉不但沒有達成他的預期，反而引起了法庭的敵意。
約瑟夫後來試圖去找主審法官就他的案子進行對峙，但只找到了一名法院工友的妻子。該女子向他提供了有關於這個法庭的資訊，並試圖引誘他與她私奔，但一名法律系學生突然進入了房間，並將該女子帶走。隨後，該女子的丈夫出現，並帶著約瑟夫參觀了法院的辦公室。最终約瑟夫沒有完整的參觀，因為法院中的空氣令他呼吸困難，使他幾乎在其他法院公務員和被告面前倒下。
又一天晚上，當約瑟夫正要從銀行下班時，他在銀行的儲藏室中發現了當初兩位參與逮捕他行動的特工，他們因為被約瑟夫於法院上控訴向其索賄而遭到鞭打。約瑟夫嘗試說服鞭打者，他們不需要被鞭打並試著阻止他繼續行刑，但鞭打者依然不為所動。第二天，他再度到儲藏室時，驚訝地發現一切都和昨天一模一樣，包括鞭子和兩名特工。
一段时间过后，約瑟夫的叔叔，卡爾，一個鄉下的地主，因約瑟夫的官司而前來看望他。由於擔心有關他侄子的謠言會影響到家族的名譽，於是他便將約瑟夫介紹給胡爾德先生。胡爾德先生是一位體弱多病且卧床不起的律師，由年輕的看護蕾妮照顧；在見到約瑟夫後，蕾妮立即對其產生了興趣。在談話過程中，蕾妮用計把感到無聊的約瑟夫叫走，並帶著他到隔壁房間發生性行為。離開時，約瑟夫在門外遇到了他憤怒的叔叔，他斥責约瑟夫對律師缺乏尊重，這對他的案子產生了嚴重的不利。
在前去拜訪胡爾德律師幾次之後，約瑟夫意識到他那反覆無常的性格與行為，並不會對他的案子有太大的幫助。一天，在銀行上班時，约瑟夫的一位知道他案件的客戶，建議他去尋求一位專門為法官與律師們畫肖像的畫家－蒂托雷利的建議。蒂托雷利在法庭上沒有實質上的影響力，但他對於“審判”的過程有著豐富的經驗，他跟約瑟夫講述了這些經驗，而這些經驗對於约瑟夫而言是絕望的。因為他意識到所謂的「審判」從來都沒有真正的無罪釋放，他只能從蒂托雷利提出的幾個複雜但無法實際解決問題的選項中做出選擇。
約瑟夫最終決定前去解僱胡爾德律師並親自掌控事務。到了胡爾德的住所後，约瑟夫遇到了一個同樣受到審判的人：魯迪·布洛克——他也是一位胡爾德律師的客戶，他從同為客戶及受審人的角度為約瑟夫提供了一些經驗與見解。布洛克的案子已持續了五年之久，這五年間，他從一個成功的商人變成了一個幾乎破產的窘迫商人；他對於律師和蕾妮的重度依賴而受到他們奴役，且他似乎與蕾妮發生了性關係。律師在约瑟夫面前嘲笑布洛克像狗一樣卑躬屈膝的姿態。在這次的經歷過後，進一步的毒害了約瑟夫對胡爾德律師的看法，且約瑟夫更加堅定要解聘他的想法。
某一天，約瑟夫負責陪同銀行一位重要的意大利客戶前往這座城市的大教堂。在大教堂内等待義大利人時，一位監獄神父叫出约瑟夫的名字，並给他講了一則寓言（這篇故事同時也是卡夫卡早些時候出版的《在法的門前》），希望透過這則寓言向約瑟夫解釋他的處境。神父告訴约瑟夫，這個寓言是個流傳於法庭中的古老故事，數代以來的法庭官員對它都各有不同的解釋。最後，約瑟夫離開要離開大教堂後，他對於神父的不挽留感到疑惑，神父於是說：「我跟法庭一樣，你要留下就留下，要離開就可以離開。」
在约瑟夫三十一歲生日前夕，兩名穿著奇異的男子来到了他的公寓。他們把他帶到城外的一個小採石場，在準備接受處刑時，約瑟夫不斷地思考是否漏掉了任何可用於這場審判的資源，而還沒思考完，兩名男子便用屠刀插入了他的心臟。
約瑟夫死前的最後一句話是：“就像一條狗！”

## 出場角色
- 約瑟夫・K– 故事的主角，一位三十歲的未婚银行經理，居住在一座不知名的城市。
- 布斯特娜小姐 – 與約瑟夫・K住在同一座公寓的鄰居。在約瑟夫被逮捕的那天夜晚，她勉強地讓他吻了她，但隨後拒绝了他的示愛。在小说的最後一部分，K.在前往刑場（小型採石場）的路上短暫地看到了她——或可能只是一個與她相似的人。
- 蒙塔格小姐– 布斯特娜小姐的朋友，她代替布斯特娜和K.拒絕他向布斯特娜提出的談話請求。她聲稱她可以给為他帶来更多的看法，因為她是客觀的第三方。
- 威廉和法蘭茲— 到K.的住所逮捕並看守K.的基層警員，他們拒絕向K.透露那些據稱是他犯下的罪行。後来他們因被K.檢舉而遭到鞭打。
- 督察– 到K. 的住處進行逮捕程序，並正式通知 K. 他已被捕的人。
- 拉本史泰納、庫利希和卡敏納——三名在K.的住處參加逮捕程序的低等银行員工。
- 古魯巴赫夫人– K. 居住的公寓的女房東。儘管 K. 已經被捕，但她仍對他抱有很高的敬意。
- 法院工友的妻子——K.第一次判決的法院同時也是她的住所。她向 K. 尋求幫助，因為她不想再受到法官及一些法院人員的虐待。
- 大學生——聽從指導法官命令行事的畸形男子。未来可能成為一位在法院中握有重權的人。
- 指示法官——負責K.的第一次審判的法官。在審判中，他將K.錯認為一名油漆工了。
- 卡爾叔叔——K.来自鄉下的粗俗的叔叔。以前曾是他的監護人。在知道K.遭到逮捕與即將受到審判後，他堅持要求 K. 聘用胡爾德律師作為自己的辯護人。
- 胡爾德律师—— 是一位浮誇且自命不凡的辯護人，他提供的實際行動很少，但提供的軼事卻太多。
- 蕾妮——胡爾德律師的看護，她對约瑟夫·K.有好感，很快就成為他的情人。在故事中，她認為受指控的男人極為迷人——她無法抗拒「他們正在被起訴」的這個特質。
- 艾伯特 ——法院辦公室主任，赫爾德的朋友。
- 鞭打者—— K. 在他的第一場審判中對兩名逮捕他的警察投訴後，被下令在銀行的倉儲間懲罰他們。
- 副行長——K. 在銀行裡狡猾的競爭對手，非常願意讓K. 陷入窘境。他一再利用 K. 因審判而在工作上分神這點來實現自己的目的。
- 行長– K.工作的銀行的行長。一位體弱多病的人，副行長正試圖去接替他。十分賞識K.的工作能力，常邀請他參加各種大小的活動。
- 商人魯迪·布羅克（Rudi Block）——布羅克是另一名被告，也是胡爾德的客戶。他的案子已經進行了五年，而他曾經是一位略為富庶的商人，但他现在把所有的時間、精力和金錢都投入到了他的案子上，這完全損害了他自己的生命與生意，他現在只是ㄧ個勉強能夠靠生意糊口的小商人。儘管他另外聘請了五位律師，但他卻全然地、可悲地屈服於胡爾德與蕾妮。
- 廠長– 聽聞了K. 的官司並建議他去見一位熟悉法院如何運作的畫家——提托瑞里。
- 畫家 提托瑞里——提托瑞里從其父那裡繼承了法庭畫師的職位。他對於法庭最底層的資訊與動向瞭如指掌。他主動提出幫助 K.的想法，並設法向K.推銷了自己的幾幅風景畫。
- 神父——K. 在大教堂中遇到的監獄神父。神父告诉 K. 他的官司進展到了糟糕的地步，並告訴他一個寓言故事，叫他接受他的命運。
- 守門人和鄉下人——神父寓言故事中的人物。

## 英文譯本
- 《普通人的图书馆》 ，1992 年 6 月 30 日，                  譯者：威拉和埃德溫·繆爾，ISBN 978-0-679-40994-6
- 企鵝出版社，1994 年，譯者：伊德里斯·帕里
- Schocken Books ，1998，譯者： Breon Mitchell ，ISBN 0-8052-4165-5 。譯者序言可於線上獲取[4]
- Hesperus Press Limited，2005，譯者：Richard Stokes，ISBN 1-84391-401-8
- 回聲圖書館，2007，譯者：David Wyllie，             ISBN 978-1-4068-2526-8
- Dover Thrift Editions ，2009 年 7 月 22 日，                譯者：David Wyllie，ISBN 978-0-486-47061-0
- 牛津世界經典，2009 年 10 月 4 日，                            譯者：Mike Mitchell，ISBN 978-0-19-923829-3
- Vitalis-Verlag（德语） ，2012 年 9 月 15 日，                譯者：Susanne Lück 和 Maureen Fitzgibbons，
- BigFontBooks.com，大字體版，2019 年 6 月 4 日，       譯者：David Wyllie，ISBN 978-1-950330-31-7

## 英语有聲讀物
- Blackstone Audio ，由 Geoffrey Howard 配音，        Breon Mitchell 翻译，總時長7 小時 47 分鐘，2008 年 8 月 4 日發布

## 改編為戲劇

### 舞台劇
- 作家兼導演史蒂文·伯克夫将卡夫卡的多部小說改編成戲劇並導演為舞台劇。他的版本《審判》于 1970 年於倫敦首演，並於 1981 年出版[5]
- 以色列導演Rina Yerushalmi将《審判》與塞繆爾·貝克特的《馬龍之死》融合改編成一部名為《 Ta，Ta，Tatata》的作品，於1970 年 6 月在La MaMa 實驗戲劇俱樂部上演。
- 芝加哥作家格雷格·艾倫根據《審判》改編劇本並指導了《K.》 。在芝加哥和纽約上演並獲獎後，該劇由The Hypocrites製作，並於 2010 年在芝加哥肖邦劇院上演了幾個月。 [6]
- 《約瑟夫·K》由湯姆·巴斯登改编自《審判》 ，故事舞台發生在現代倫敦，主角是一位倫敦金融市場中的一位銀行工作者。它於 2010 年底在倫敦諾丁山蓋特剧院上演。 [7]
- 戈特弗里德·馮·埃纳姆根據小說創作了一部歌劇《Der Prozeß》 。它的美國首演由奥托·普雷明格執導。
- 作家谢爾盖·拉莫特将《審判》改编成舞台劇。由弗朗索瓦·吉拉尔指導的《審判》版本於 2004 年在加拿大蒙特利爾和渥太華首演，並於 2005 年出版。
- 2015 年 6 月至 8 月期間，倫敦的Young Vic 劇院上演了由 Nick Gill 改编並由罗里·金尼尔飾演 K 的《審判》版本[8]
- 讓-路易·巴羅和安德烈·纪德將該小說改编成舞台劇，於 1947 年在巴黎上演。
- 作曲家菲利普·格拉斯改编的歌劇《審判》于 2014 年 10 月在威爾士音樂劇院首演。

### 廣播節目
- 1946 年 5 月 19 日，哥倫比亞工作室播出了戴维森·泰勒 (Davidson Taylor) 改編的《審判》，搭配伯纳德·赫尔曼的原創樂譜，由卡爾·斯文森 ( Karl Swenson)飾演约瑟夫·K (Joseph K.) [9]
- 1982 年，邁克·格威利姆 (Mike Gwilym)在BBC 廣播四台改編的一部由哈尼夫·庫雷什(Hanif Kureishi ) 改编成廣播劇的節目中飾演約瑟夫·K. (Josef K.)，米里亞姆·瑪戈莱斯 (Miriam Margolyes) 飾演蕾妮 (Leni)。 [10]
- 山姆·特勞頓 (Sam Troughton)在馬克·雷文希爾 (Mark Ravenhill)以《審判》改编成的新劇《過程》( The Process)中飾演約瑟夫·凱 (Joseph Kay)，該劇由波莉·托馬斯 ( Polly Thomas)執導，並於2015 年 5 月 10 日在BBC 廣播 3台的Drama on 3 節目中播出。 [11]

### 電影
- 在奥森·威爾斯1962 年改編的電影中，约瑟夫·K 由安東尼·帕金斯飾演，辯護人由威爾斯飾演。 [12]
- 馬丁·斯科塞斯1985 年的电影《下班後》中有一個改编自《在法的門前》的橋段：主角從試圖進到法律的門中變成試圖近入一家名為柏林俱樂部的夜總會。 [13]
- 1993 年的电影《審判》是基於根據哈羅德·品特的劇本之上進行改編。該片由大衛・瓊斯導演，凱爾·麥克拉克倫飾演約瑟夫·K，安東尼·霍普金斯飾演監獄神父。 [14]
- 2017 年科幻电影《銀翼殺手 2049》的主角名為 K 警官，他也被稱為“喬”，此處應是在暗指约瑟夫·K。 [15]

## 延伸閱讀
- Jirsa, Tomáš. . Central Europe. 2015, 13 (1–2): 36–50  [2023-12-25]. S2CID 159892429. doi:10.1080/14790963.2015.1107322. （原始内容存档于2023-10-04）.
- Schuman, Rebecca. . The German Quarterly. 2012, 85 (2): 156–172. doi:10.1111/j.1756-1183.2012.00143.x.

## 外部鏈結
- 《審判》 （页面存档备份，存于） 位於古藤堡計畫上的版本

- 《審判》, 原始德文版本 （页面存档备份，存于）
- 《審判》（1962版）在 互聯網電影數據庫（IMDb)
- 《審判》（1993版）在 互聯網電影數據庫（IMDb）
- 卡夫卡的寓言故事“在法的門前” （页面存档备份，存于） ，Herbert Deinert
- ，1964年5月，Cornell University

1. Kafka himself always used the spelling Process; Max Brod, and later other publishers, changed it. See Faksimile Edition （页面存档备份，存于）.
2. ↑  Coetzee, J. M. . The New York Review of Books. 1998-05-14  [2015-05-22]. （原始内容存档于2015-11-10）.
3. 1 2  Stach, Reiner. . 由Shelley Frisch翻译. Harcourt, Inc. 2005: 465–71. ISBN 978-0151-00752-3.
4. ↑  . Conjunctions.com.   [27 November 2014]. （原始内容存档于25 December 2014）.
5. ↑  Berkoff, Steven. "The Trial, Metamorphosis, In the Penal Colony. Three theatre adaptions from Franz Kafka." Oxford: Amber Lane Press, 1981.
6. ↑  "'K.' by The Hypocrites: Greg Allen's 'K.' can be unfeeling, but it showed the way" （页面存档备份，存于） by Chris Jones, Chicago Tribune (26 October 2010)
7. ↑  "Joseph K – review" （页面存档备份，存于） by Lynn Gardner, The Guardian (17 November 2010)
8. ↑  Billington, Michael. . The Guardian. 28 June 2015  [1 April 2016]. （原始内容存档于2023-10-04）.
9. ↑  . www.digitaldeliftp.com.   [2023-12-25]. （原始内容存档于2014-11-08）.
10. ↑  . BBC.   [2023-12-25]. （原始内容存档于2023-02-11）.
11. ↑  . BBC.   [2023-12-25]. （原始内容存档于2023-10-04）.
12. ↑  Welles, Orson (Director).  (Movie Production). France, Italy, West Germany: Astor Pictures Corporation. 1962.
13. ↑  Shai Biderman and Ido Lewit, "Introduction", in Mediamorphosis: Kafka and the Moving Image (New York: Columbia University Press, 2016), 14. ISBN 0231850891
14. ↑  Review of adaptations of The Trial, Journal of the Kafka Society of America 24 (2003), 59.
15. ↑  Christie, Tom. . medium.com. 12 October 2017  [2023-12-25]. （原始内容存档于2023-10-04）.